# سنگ‌نوردی در المپیک تابستانی ۲۰۲۴
سنگ‌نوردی یکی از ورزش‌های المپیک تابستانی ۲۰۲۴ است که از ۵ تا ۱۰ اوت برگزار شده است.
این مسابقات در دو بخش مردان و زنان انجام شده.

## تقویم
| B | Boulder semifinal | L | Lead semifinal | Q | مرحله مقدماتی | F | فینال |

| رویداد ↓ / تاریخ → | Mon 5 Aug 24 | Tue 6 Aug 24 | Wed 7 Aug 24 | Thu 8 Aug 24 | Fri 9 Aug 24 | Sat 10 Aug 24 |
| ------------------ | ------------ | ------------ | ------------ | ------------ | ------------ | ------------- |
| ترکیبی مردان       | B            |              | L            |              | F            |               |
| سرعت مردان         |              | Q            |              | F            |              |               |
| ترکیبی زنان        |              | B            |              | L            |              | F             |
| سرعت زنان          | Q            |              | F            |              |              |               |

## نتایج

### جدول مدال‌ها
*   کشور میزبان (فرانسه)
| رتبه          | NOC                 | طلا | نقره | برنز | مجموع |
| ------------- | ------------------- | --- | ---- | ---- | ----- |
| ۱             | لهستان              | ۱   | ۰    | ۱    | ۲     |
| ۲             | اسلوونی             | ۱   | ۰    | ۰    | ۱     |
| ۲             | اندونزی             | ۱   | ۰    | ۰    | ۱     |
| ۲             | بریتانیای کبیر      | ۱   | ۰    | ۰    | ۱     |
| ۵             | چین                 | ۰   | ۲    | ۰    | ۲     |
| ۶             | ایالات متحده آمریکا | ۰   | ۱    | ۱    | ۲     |
| ۷             | ژاپن                | ۰   | ۱    | ۰    | ۱     |
| ۸             | اتریش               | ۰   | ۰    | ۲    | ۲     |
| مجموع (۸ NOC) | مجموع (۸ NOC)       | ۴   | ۴    | ۴    | ۱۲    |

### مدال‌آوران
| رویداد       | طلا                          | نقره                              | برنز                            |
| ترکیبی مردان | توبی رابرتز · بریتانیای کبیر | سوراتو آنراکو · ژاپن              | یاکوب شوبرت · اتریش             |
| ترکیبی زنان  | یانیا گارنبرت · اسلوونی      | بروک رابوتو · ایالات متحده آمریکا | جسیکا پیلتس · اتریش             |
| سرعت مردان   | ودریک لئوناردو · اندونزی     | وو پنگ · چین                      | سم واتسون · ایالات متحده آمریکا |
| سرعت زنان    | الکساندرا میروسلاو · لهستان  | دنگ لیجوان · چین                  | الکساندرا کالوکا · لهستان       |